# 赵宁 (清朝)
赵宁，浙江人，是一名清朝政治人物。
赵宁曾于1688年接替朱雯任松江府知府一职，1690年由李元瑨接任。